# Kałtasy
Kałtasy (ros. Калтасы, baszk. Ҡалтасы) – wieś (ros. село, trb. sieło) w Rosji, w Baszkortostanie. W 2010 roku liczyła 4418 mieszkańców.